# Gräshålet
Gräshålet är en sjö i Arvidsjaurs kommun i Lappland och ingår i Åbyälvens huvudavrinningsområde. Gräshålet ligger i Åbyälven Natura 2000-område.